# Tuifstädt
Tuifstädt is een plaats in de Duitse gemeente Bissingen (Beieren), deelstaat Beieren, en telt 30 inwoners (2007).